# Mein Schulfreund
Mein Schulfreund is een West-Duitse filmkomedie uit 1960 onder regie van Robert Siodmak. De film is gebaseerd op het toneelstuk Der Schulfreund (1958) van de Oostenrijkse auteur Johannes Mario Simmel. De film werd destijds in Nederland uitgebracht onder de titel Hermann Göring was mijn schoolvriend.

## Verhaal
De postbode Ludwig Fuchs keert zich tegen de oorlog, wanneer hij merkt dat er onschuldige slachtoffers vallen. Hij schrijft daarom een brief naar rijksmaarschalk Göring, een oude schoolvriend. De brief wordt echter onderschept en Fuchs wordt ingerekend.

## Rolverdeling
| Acteur             | Personage           |
| ------------------ | ------------------- |
| Heinz Rühmann      | Ludwig Fuchs        |
| Robert Graf        | Dr. Lerch           |
| Ernst Schröder     | Kapitein Kühn       |
| Hertha Feiler      | Mevrouw Kühn        |
| Mario Adorf        | Niedermoser         |
| Alexander Kerst    | Kapitein Sander     |
| Hans Leibelt       | Professor Strohbach |
| Loni von Friedl    | Rosi                |
| Alexander Golling  | Krögelmeier         |
| Carsta Löck        | Mevrouw Wenzel      |
| Werner Hessenland  | Postambtenaar       |
| Hans Epskamp       | Postdirecteur       |
| Wolfgang Reichmann | Dr. Dorn            |
| Reinhard Glemnitz  | Geldkoerier         |
| Heini Göbel        | Rechter             |
| Fritz Wepper       | Paul                |